# Aeonium percarneum
Aeonium percarneum ist eine  Pflanzenart aus der Gattung Aeonium in der Familie der Dickblattgewächse (Crassulaceae). Das Artepitheton percarneum leitet sich von den lateinischen Worten per- für ‚sehr‘ sowie carneus für ‚fleischfarben‘ ab und verweist auf die rötlich gefärbten Laubblätter der Art.

## Beschreibung

### Vegetative Merkmale
Aeonium percarneum bildet mehrjährige und wenig verzweigte Halbsträucher, die Wuchshöhen von bis zu 1 Meter erreichen. Die aufsteigenden Triebe erreichen Durchmesser von 7 bis 20 Millimetern. Sie sind kahl und netzartig. Die eher flachen Rosetten weisen einen Durchmesser von 8 bis 20 Zentimeter auf. Die dunkelgrünen, bläulich überhauchten, verkehrt lanzettlich-spateligen Laubblätter sind zu ihrer Spitze hin zugespitzt und an der Basis keilförmig. Ihre verkahlende Blattspreite ist 4,5 bis 10 Zentimeter lang, 2 bis 4 Zentimeter breit und 3 bis 6 Millimeter dick. Der Blattrand ist häufig schwach gezähnelt, oft mit gebogenen Wimpern von bis zu 1 Millimetern Länge besetzt und meist rötlich variegat.

### Blütenstände und Blüten
Der kuppelförmige Blütenstand ist 10 bis 30 Zentimeter hoch und 10 bis 25 Zentimeter breit. Der Blütenstandsstiel ist 8 bis 20 Zentimeter lang. Die acht- bis zehnzähligen Blüten stehen an schwach flaumhaarigen Blütenstielen von 1 bis 3 Millimetern Länge. Ihre Kelchblätter sind schwach flaumhaarig. Die weißlichen, im mittleren Teil rosafarben variegaten, lanzettlichen, zugespitzten Kronblätter sind 7 bis 8 Millimeter lang und 1,2 bis 1,8 Millimeter breit. Die Staubfäden sind spärlich schwach flaumhaarig.

### Chromosomenzahl
Die Chromosomenzahl beträgt 2n = 36.

## Vorkommen
Aeonium glutinosum ist auf der Kanarischen Insel Gran Canaria in Höhenlagen von etwa 100 bis 1300 Metern verbreitet.

## Taxonomie
Die Erstbeschreibung als Sempervivum percarneum erfolgte 1899 durch Richard Paget Murray. Charles-Joseph Marie Pitard und Louis Proust stellten diese Art 1909 als Aeonium percarneum in die Gattung Aeonium.
Weitere Synonyme für Aeonium percarneum (R.P.Murray) Pit. & Proust sind: Aldasorea percarnea (R.P.Murray) hort. ex Haage & Schmidt Aeonium percarneum var. guiaense G.Kunkel.

## Nachweise